# 提法使
提法使，中國清朝官衔，其正式官衙名稱為提法使司。其最高行政長官為提法使，官秩正三品，由原本的按察使改任之。清光緒33年（1908年）始設於東三省，宣統2年（1910年）時擴大由各省按察使改設。屬於省級司法行政機構。
提法使業務執掌為負責一省司法行政方面事務及監督各級審判廳、檢查廳和監獄。其內部機構設立總務、刑民、典獄三科，並各置科長一人，官秩五品，承提法使之命令綜理本科職務；各科置一等科員一人，官秩六品；二等科員一至四人，官秩七品，協同科長處理本科事務；各科配置書記員五人，官秩八到九品，受科長、科員指示，繕寫文件，辦理庶務。
辛亥革命以後，各省只設置高等審判廳及檢查廳，不再設立省級司法行政機構。